# Zenobia Gregorczyk
Zenobia Gregorczyk (ur. 14 marca 1945 w Gołuchowie) – polska agronom, poseł na Sejm PRL VI kadencji.

## Życiorys
Uzyskała wykształcenie średnie. W 1963 przystąpiła do Związku Młodzieży Wiejskiej, a w 1965 do Zjednoczonego Stronnictwa Ludowego, w którym była sekretarzem Gromadzkiego Komitetu. Zasiadała też w prezydium Powiatowego Związku Kółek Rolniczych oraz w Komisji Rolnej Gromadzkiej Rady Narodowej. Była agronomem gromadzkim w Policznie. W 1972 uzyskała mandat posła na Sejm PRL w okręgu Radom. Zasiadała w Komisji w Pracy i Spraw Socjalnych, ponadto pełniła funkcję sekretarza Sejmu.
W 2016 z mężem Tadeuszem zostali odznaczeni Medalem za Długoletnie Pożycie Małżeńskie.